# Tim Seibert

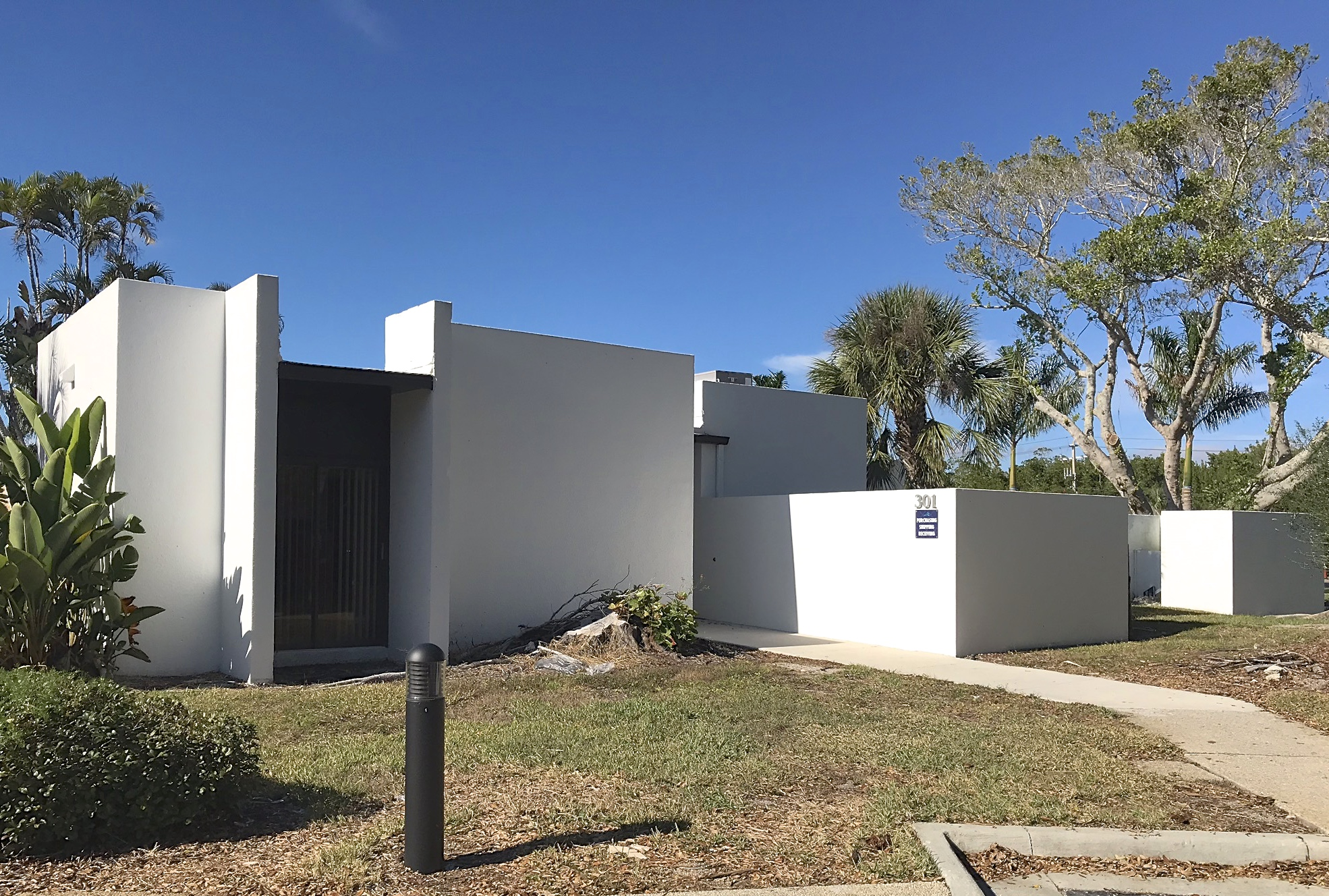
Arvida Sales Office 2 (Tim Seibert, Architect, FAIA)

Edward John "Tim" Seibert (27 de septiembre de 1927 - 2 de diciembre de 2018) fue un arquitecto con sede en Sarasota, Florida. Seibert fue miembro del Instituto Americano de Arquitectos y uno de los fundadores del movimiento moderno conocido como la Escuela de Arquitectura de Sarasota.

## Vida personal y carrera

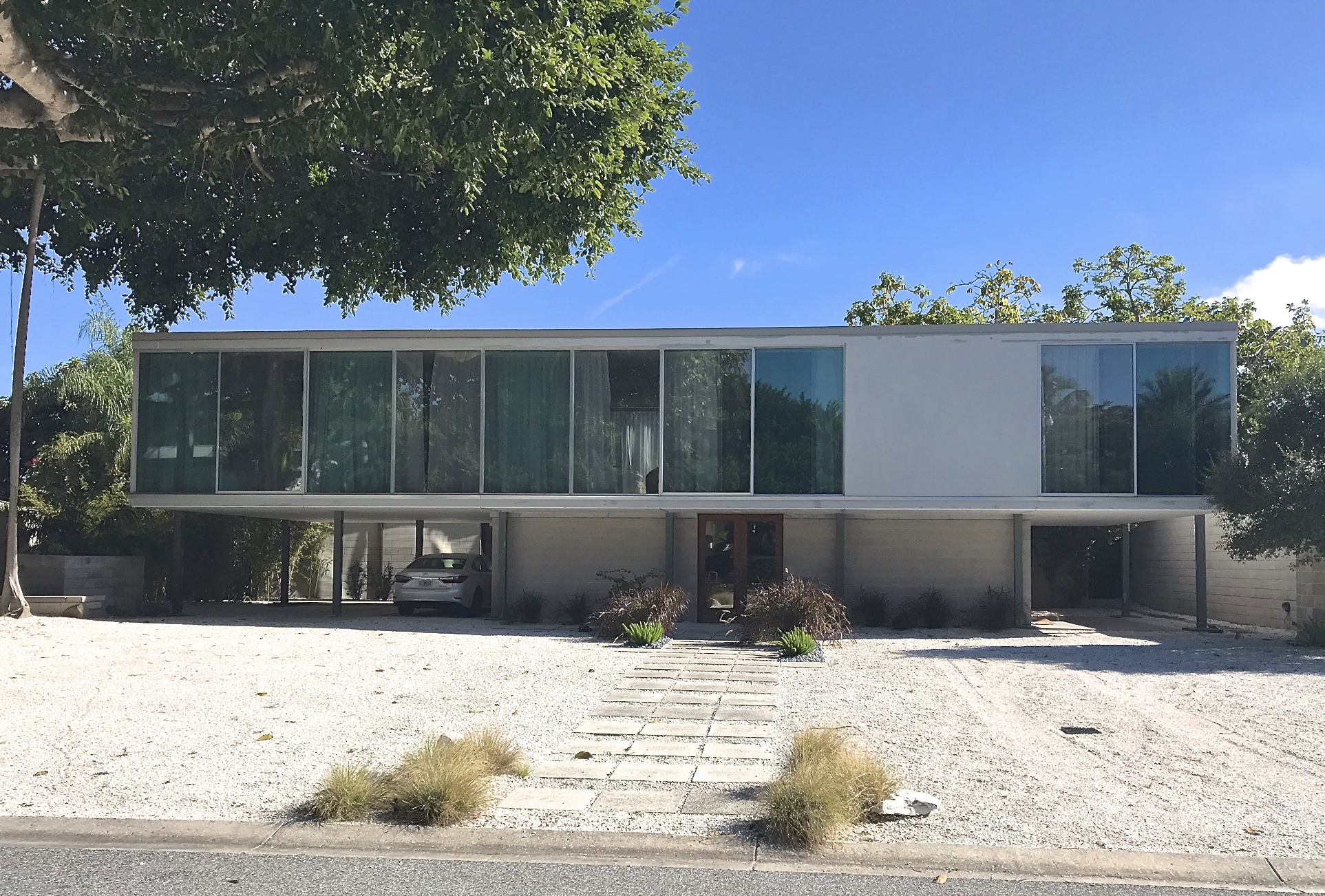
Estudio Hiss (Tim Seibert, Arquitecto, FAIA)

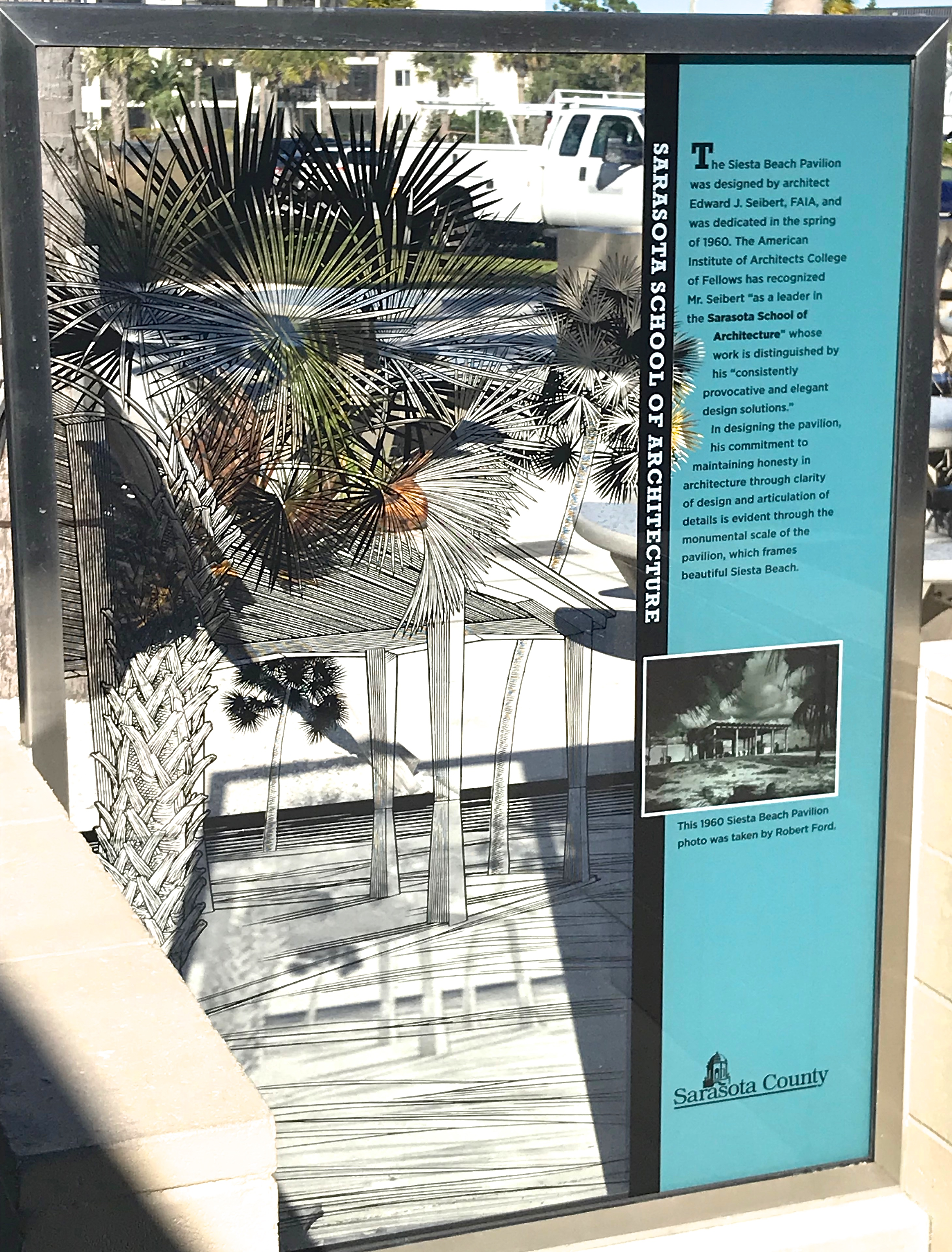
Letrero del pabellón de la playa Siesta Key (en honor a Tim Seibert)

Seibert nació en Seattle, Washington el 27 de septiembre de 1927, hijo del Teniente Coronel Edward C. y de Elizabeth Seibert. Su padre era oficial de la marina y también era ingeniero civil que diseñó bases navales en los años anteriores a la Segunda Guerra Mundial. La familia estaba estacionada en Hawái durante la adolescencia de Seibert. Sus padres fueron artistas e intelectuales. Fue educado en casa y se crio hablando inglés chauceriano. En 1942, cuando su padre se retiró del servicio, la familia se mudó a Sarasota, Florida. 
Uno de los intereses que Seibert heredó de su padre era navegar. Compartieron su interés en navegar juntos, y Seibert siguió a su padre a la Marina de los Estados Unidos durante y poco después de la Segunda Guerra Mundial.  Después de la guerra, asistió a la Universidad de Stanford para estudiar arte, pero luego se trasladó a la Universidad de Florida para estudiar arquitectura. 
Como nuevo graduado, Seibert fue aprendiz en la oficina del arquitecto Paul Rudolph en Sarasota. Allí, estuvo expuesto a la filosofía de diseño y al enfoque arquitectónico de Rudolph. Seibert recordó una vez a Rudolph que escribió un comentario áspero sobre uno de sus primeros dibujos.  Seibert reconoció que, si bien esa crítica era dolorosa, se convirtió en un arquitecto mucho mejor debido a eso.  Él y Rudolph finalmente se hicieron amigos íntimos.
Uno de los primeros proyectos arquitectónicos de Seibert fue para Philip Hiss, un promotor de bienes raíces de Sarasota (Hiss Studio, diseñado en 1953).  Fue una de las primeras casas en Florida diseñadas para disponer de aire acondicionado.
La casa de Seibert, ubicada en una entrada de Siesta Key, era un crisol a pequeña escala para sus futuros diseños, con muchos de los mismos elementos. Tanto la Seibert House como el Hiss Studio fueron reconocidos por el Instituto Americano de Arquitectos como ejemplos de diseño extraordinario, ganando el Premio AIA Test of Time de 25 años.
 

En 1955, Seibert abrió su propia firma de arquitectura, Seibert Architects. Allí conoció a algunos de sus compañeros de la 'Escuela de Sarasota', como Gene Leedy y Victor Lundy. Su visión compartida de la 'claridad de concepto (geometría)' y el 'uso honesto de los materiales' ayudó a definir el movimiento moderno conocido como la Escuela de Arquitectura de Sarasota . 

I was a different kind of architect ... I liked my clients.

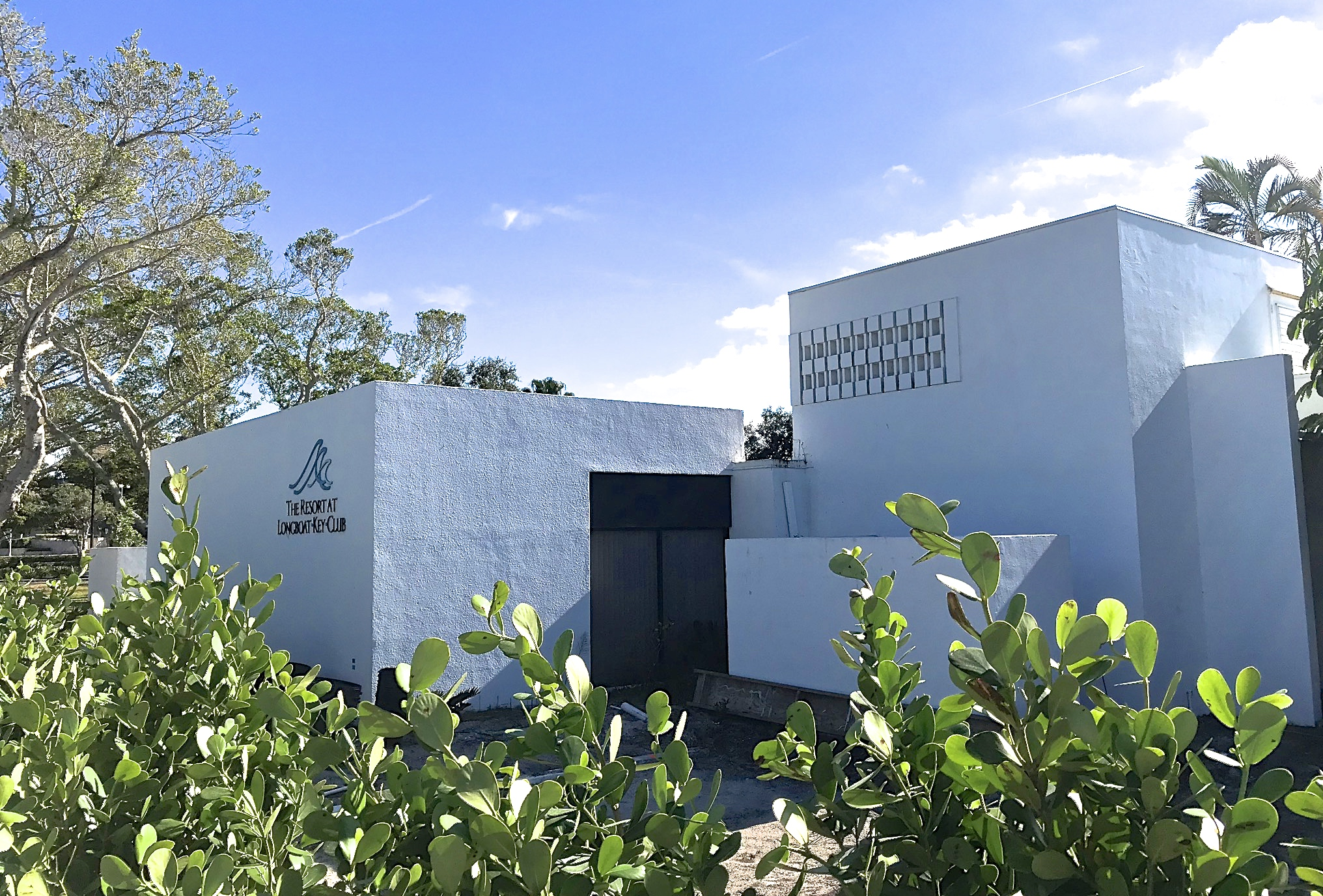
Arvida Sales Office 1 (Tim Seibert, Architect, FAIA)

Durante los siguientes cuarenta años, Seibert diseñó cientos de estructuras, tanto residenciales como comerciales, a lo largo de la costa del golfo de Sarasota. Su trabajo con Arvida Development Corporation en Longboat Key resultó en la construcción de edificios como Far Horizons, Avenue of the Flowers, Beachplace Condominiums, Bayport Beach y Tennis Club, Inn on the Beach, y Sunset Place.  En un momento dado, los funcionarios de la ciudad de Longboat Key estaban seguros de que Seibert estaba involucrado en el ochenta por ciento del desarrollo de la isla.
 

Otros trabajos locales incluyen el Bay Plaza Condominium y adiciones al Field Club en Sarasota, Craig Residence, Mitchell House, Godfrey House, Dickerson Residence, 339-361 St. Armands Circle (Distrito comercial), Siesta Key Beach Pavilion, así como la casa de Siesta Key del autor John D. MacDonald . Los ejemplos de su trabajo en la costa también se extienden más allá de Florida hasta Georgia (Isla Skidaway), Carolina del Sur (Isla Seabrook), Hawái, el Caribe y Australia (Residencia Lilian Bosch). 

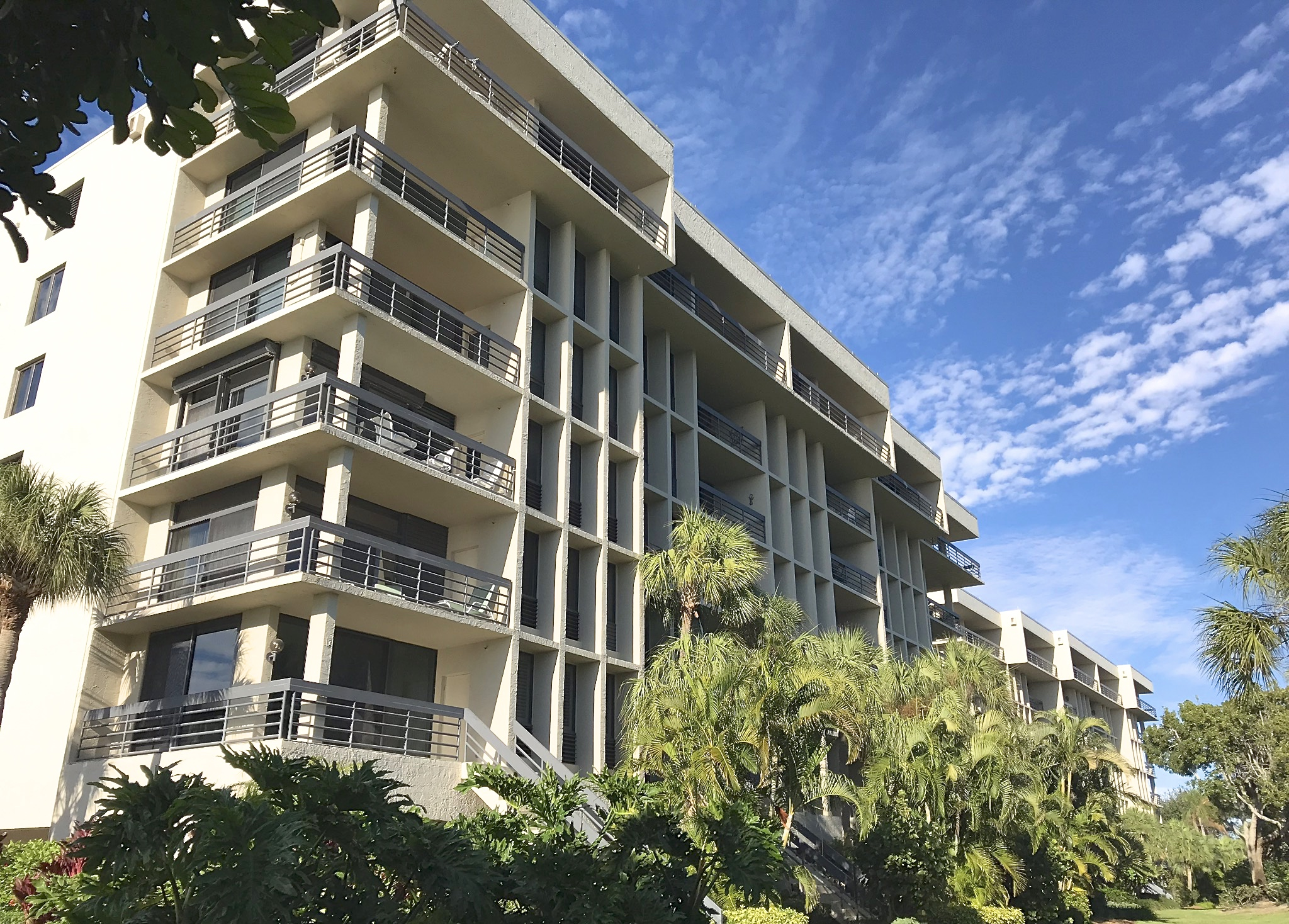
Beachplace 3 (Tim Seibert, Architect, FAIA)

## Logros notables de su carrera
Seibert fue elegido para el Colegio de Fellows del Instituto Americano de Arquitectos en 1998, y se desempeñó como Director Estatal y Presidente del Capítulo de la Costa del Golfo para el AIA. Ganó numerosos premios profesionales por sus diseños innovadores, incluidos los premios '' AIA Test of Time Awards '' para la Residencia MacDonald (1999), Cooney House (2001), Bayport Condominium (2006), Cichon / Mitchell House (2006 y 2016), Pabellón de playa (Siesta Key). Seibert recibió también el Premio de Excelencia AIA por Lighthouse Point, Ringling Towers y Inn on the Beach en 1985, y las Residencias MacDonald y Thyne-Swain fueron galardonadas con el Premio al Mérito en 1972 y 1958. En 1961, Architectural Record otorgó a Seibert su "Premio a la Excelencia Arquitectónica" (Mitchell House).
La Escuela de Arquitectura de la Universidad de Florida le otorgó a Seibert su "Citación de mérito" en 1964 por su excelente servicio a la educación arquitectónica.  Treinta años más tarde, en 1994, recibió su "Premio a los Alumnos Distinguidos".  Seibert fue miembro del Consejo del Presidente de la Universidad de Florida y formó parte del comité de campaña de la Facultad de Arquitectura en 1997.  Todos los dibujos, fotografías, registros de proyectos y otros documentos de Seibert están archivados en las Bibliotecas George A. Smathers de la Universidad de Florida.
Seibert fue galardonado con el Premio a la Trayectoria de Vida de la Sarasota Architectural Foundation en 2017 y con el Premio al Logro Cívico del Comité Judío Americano (2006).

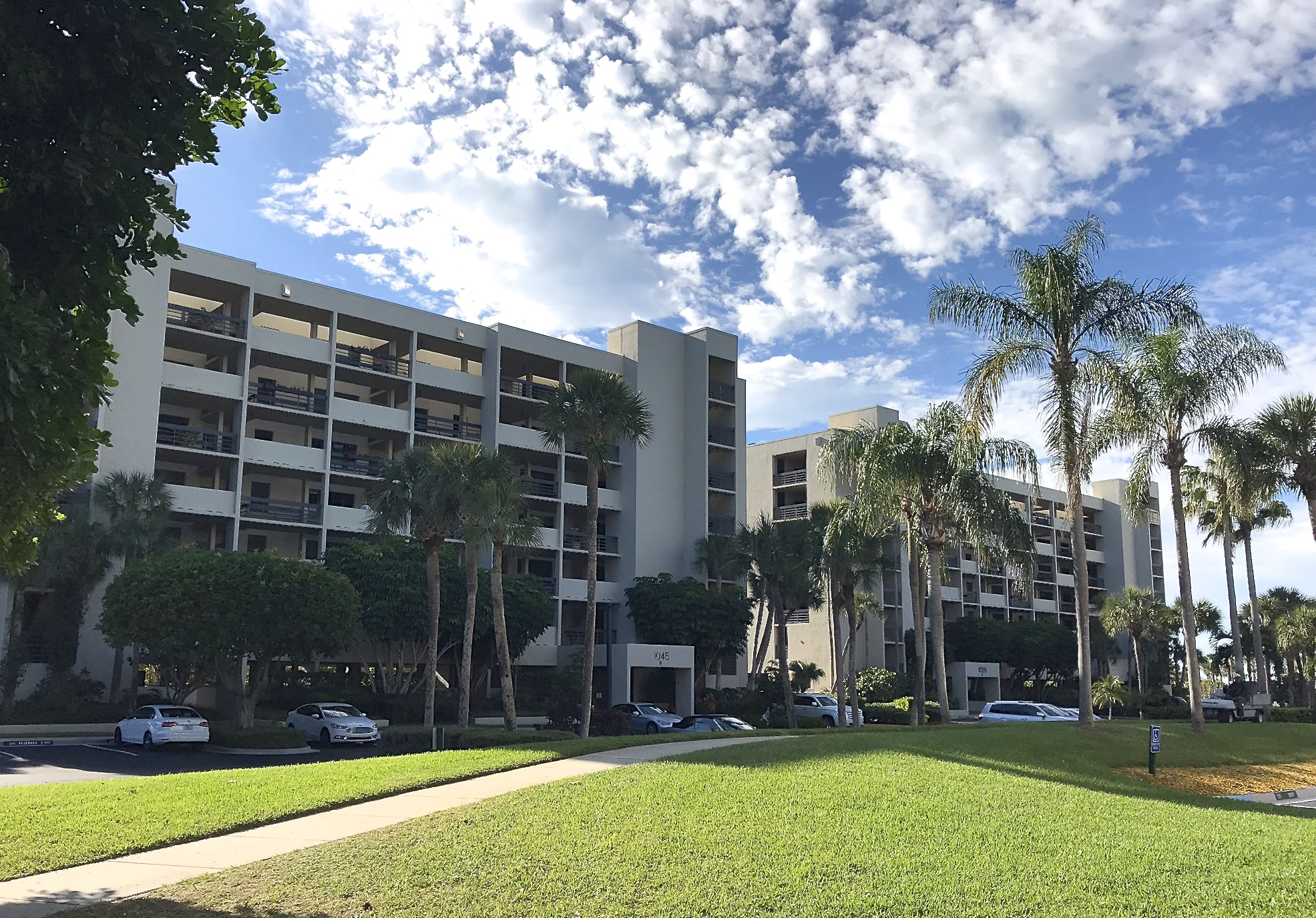
Beachplace 2 (Tim Seibert, Architect, FAIA)

En noviembre de 2017, el Centro de Arquitectura Sarasota realizó una exhibición especial del trabajo de Tim Seibert que incluye fotos de archivo, representaciones y dibujos de los estudiantes de la Escuela de Graduados de Arquitectura de la Universidad de Florida. Una evaluación y exploración de los trabajos de vida de Tim Seibert .  También fue honrado por la Fundación de Arquitectura de Sarasota con una celebración de tres días y un recorrido por su arquitectura para su cuarto fin de semana anual de MOD .

## Diseñador de barcos.
Seibert también era un navegante competitivo, así como un diseñador de barcos galardonado. Cuando era niño, aprendió los puntos finos de navegar con su padre.  Seibert corrió competitivamente a lo largo de los años 50 y 60, incluidos varios eventos de la Southern Ocean Racing Conference desde St. Petersburg, Florida hasta La Habana, Cuba. Diseñó y construyó su propia balandra, Annie-T en 1972.  Fue uno de los miembros fundadores del Club de Yates de Boca Grande en 1996, y se desempeñó como su Comodoro desde 1998-99.
Como arquitecto retirado, creó varios diseños de veleros galardonados, ganando el primer lugar en el concurso internacional de diseño UK <i id="mwOg">Classic Boat Magazine</i> tres veces (2005, 2008 y 2012).

## Documentales, publicaciones de arquitectura y bibliografía.
Seibert ha sido objeto de dos documentales arquitectónicos.  En 2001, la Sociedad de Bellas Artes de Sarasota produjo Un Legado Americano: La Escuela de Arquitectura de Sarasota describiendo el movimiento de arquitectura moderna en Sarasota, presentando entrevistas con los arquitectos Victor Lundy, Gene Leedy, Tim Seibert, Jack West y Carl Abbott.  En 2014, Seibert fue objeto de un documental del cineasta independiente Larry Reinebach, titulado El efecto Seibert, donde el arquitecto, los historiadores y sus compañeros contemplan el trabajo de Seibert y su continua influencia en el área de Sarasota.
En 2014, el Tokyo Broadcasting System (BS-TBS) presentó a Hiss Studio de Seibert en su serie arquitectónica de televisión ONE X TIME - The World Architecture .
Las estructuras de Seibert se presentaron en docenas de publicaciones periódicas y comerciales, incluidas Life Magazine, Better Homes & Gardens, House Beautiful, American Home, McCall, Dwell, y Architectural Record . 
Los siguientes libros de recursos arquitectónicos presentan el trabajo del arquitecto Tim Seibert: 
- Weaving, Andrew. Sarasota Modern. Rizzoli New York. pp. 56-65. ISBN 9780847828722.
- Hochstim, Jan. Florida Modern : Residential Architecture 1945-1970. Rizzoli New York. pp. 170-179. ISBN 0847826031.
- Howey, John (1995). The Sarasota School of Architecture: 1941 - 1966. Cambridge, MA: MIT Press. p. 209. ISBN 0262082403.
- Wagner, Jr., Walter (1976). Great Houses. New York, NY: McGraw-Hill.
- Weaving, Andrew (2005). The Home Modernized. London Jacqui Small LLP.
- McClintock, Mike (January 1989). Alternative Housebuilding. Sterling Publishing. pp. 384. ISBN 978-0806969954.
- Haase, Ronald W. (1992). Classic Cracker. Sarasota, FL: Pineapple Press. p. 112. ISBN 9781561640133.

## Obras seleccionadas

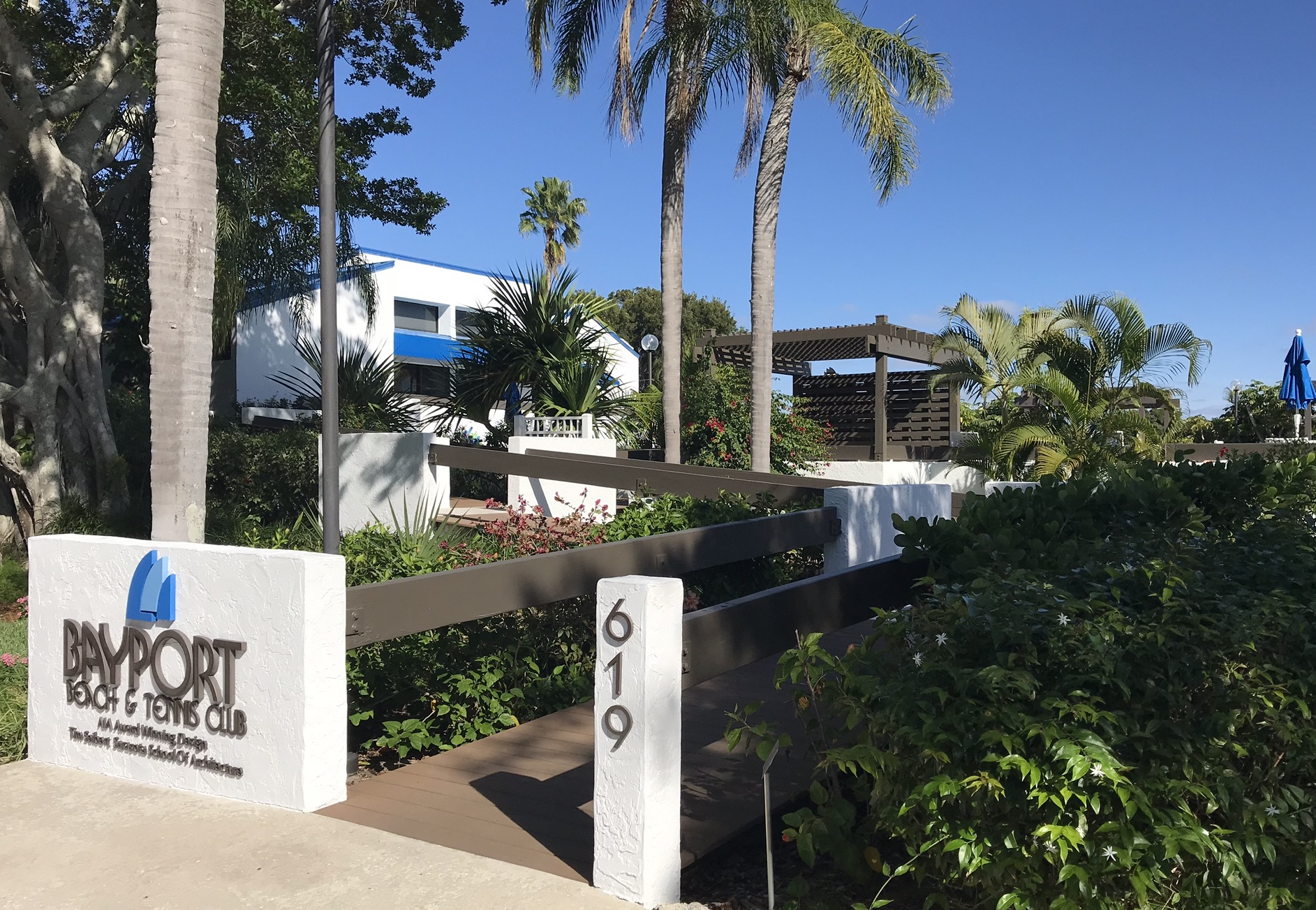
Bayport (Tim Seibert, arquitecto, FAIA)
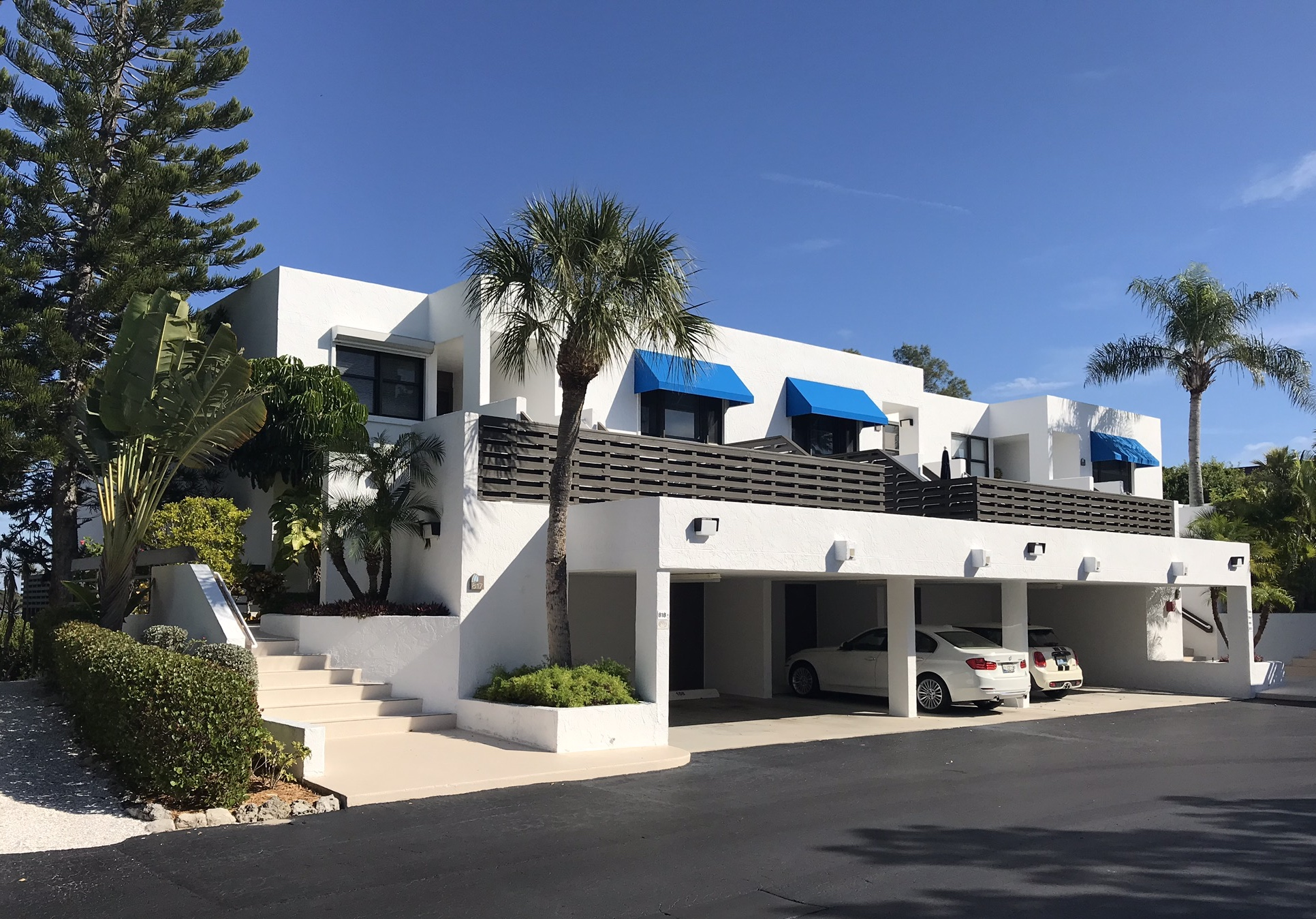
Bayport (Tim Seibert, arquitecto, FAIA)
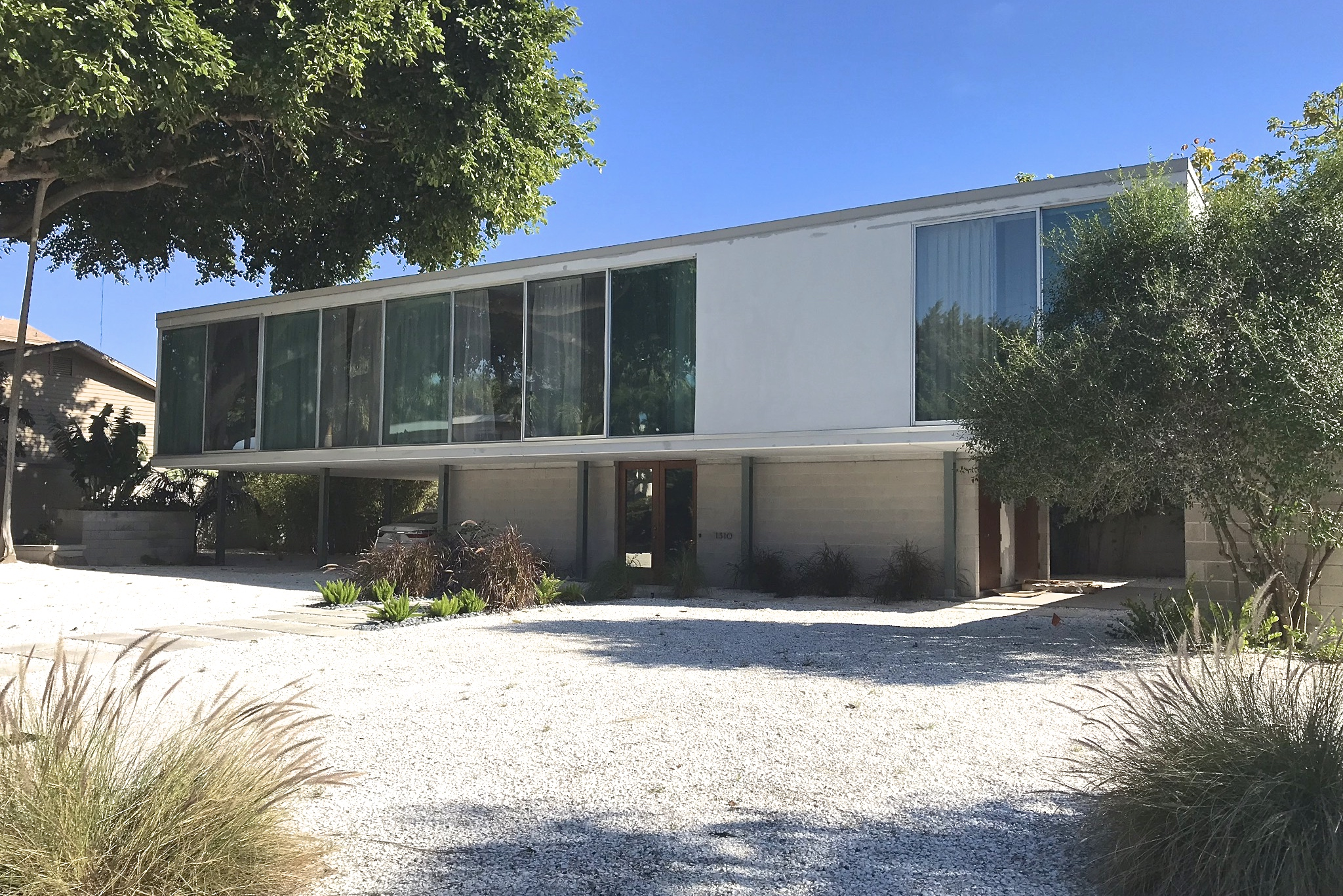
Hiss Studio (Tim Seibert, Arquitecto, FAIA)
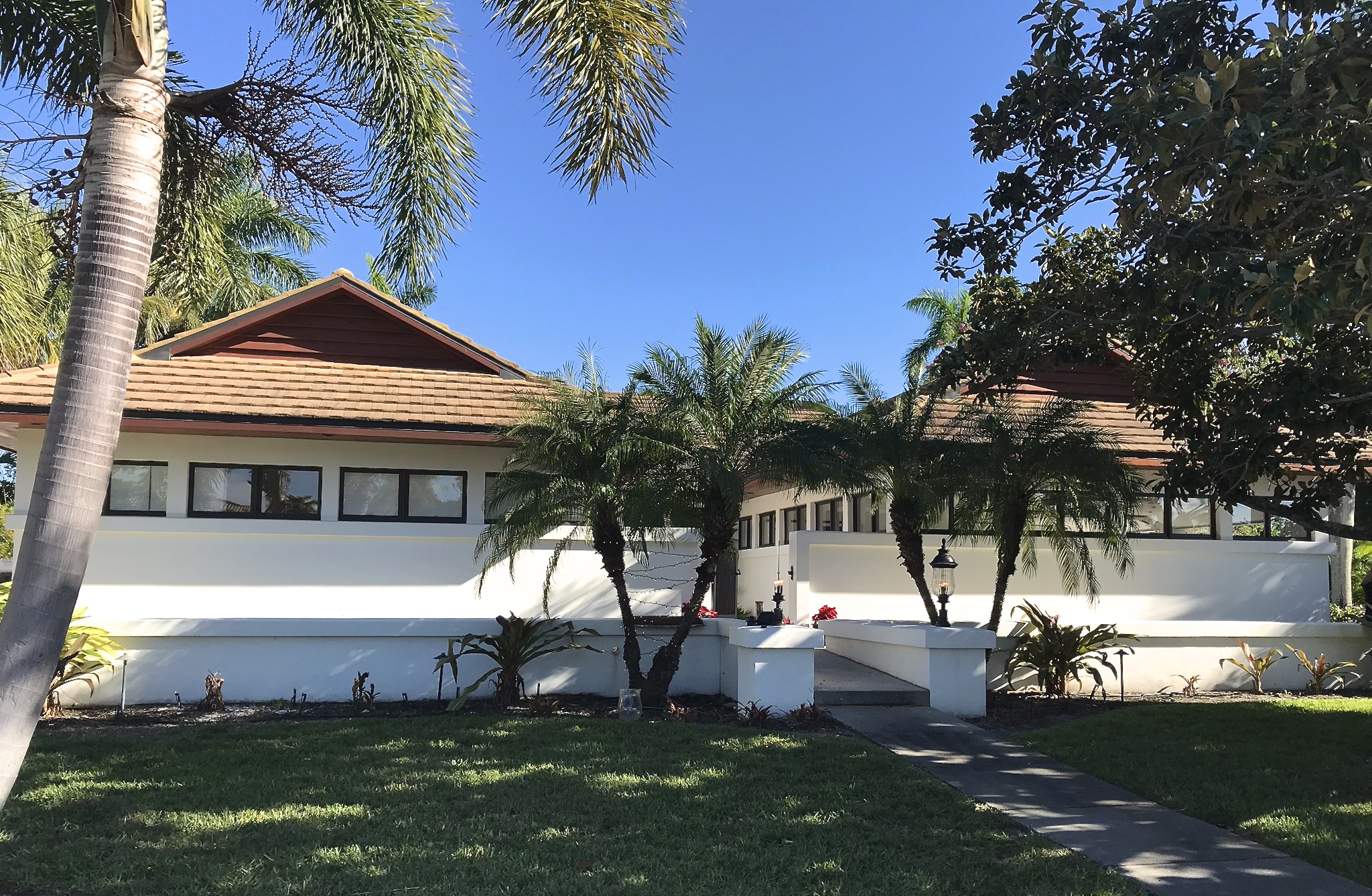
casa de la llave del pájaro (Tim Seibert, arquitecto, FAIA)
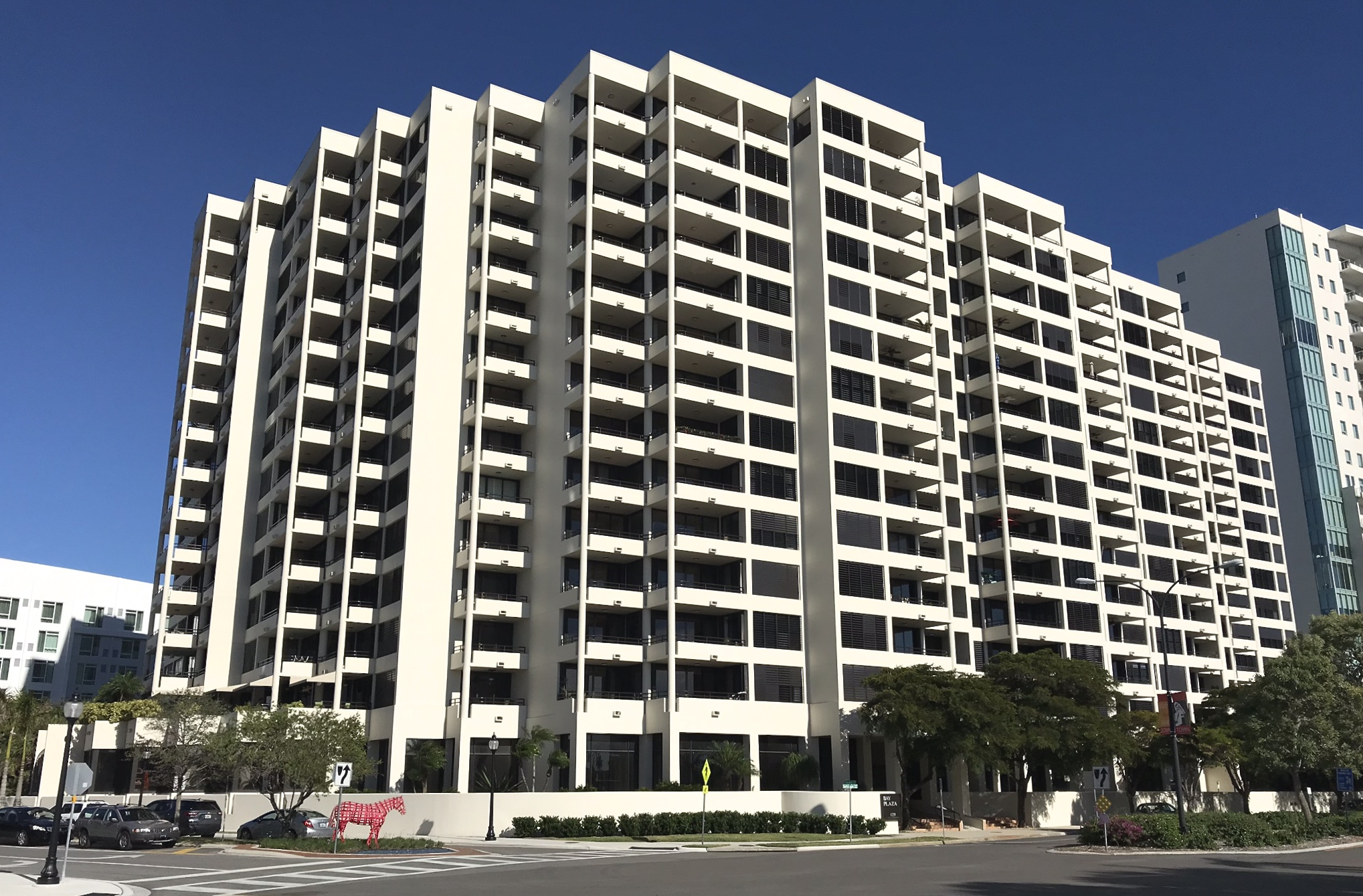
Plaza de la Bahía (Tim Seibert, Arquitecto, FAIA)
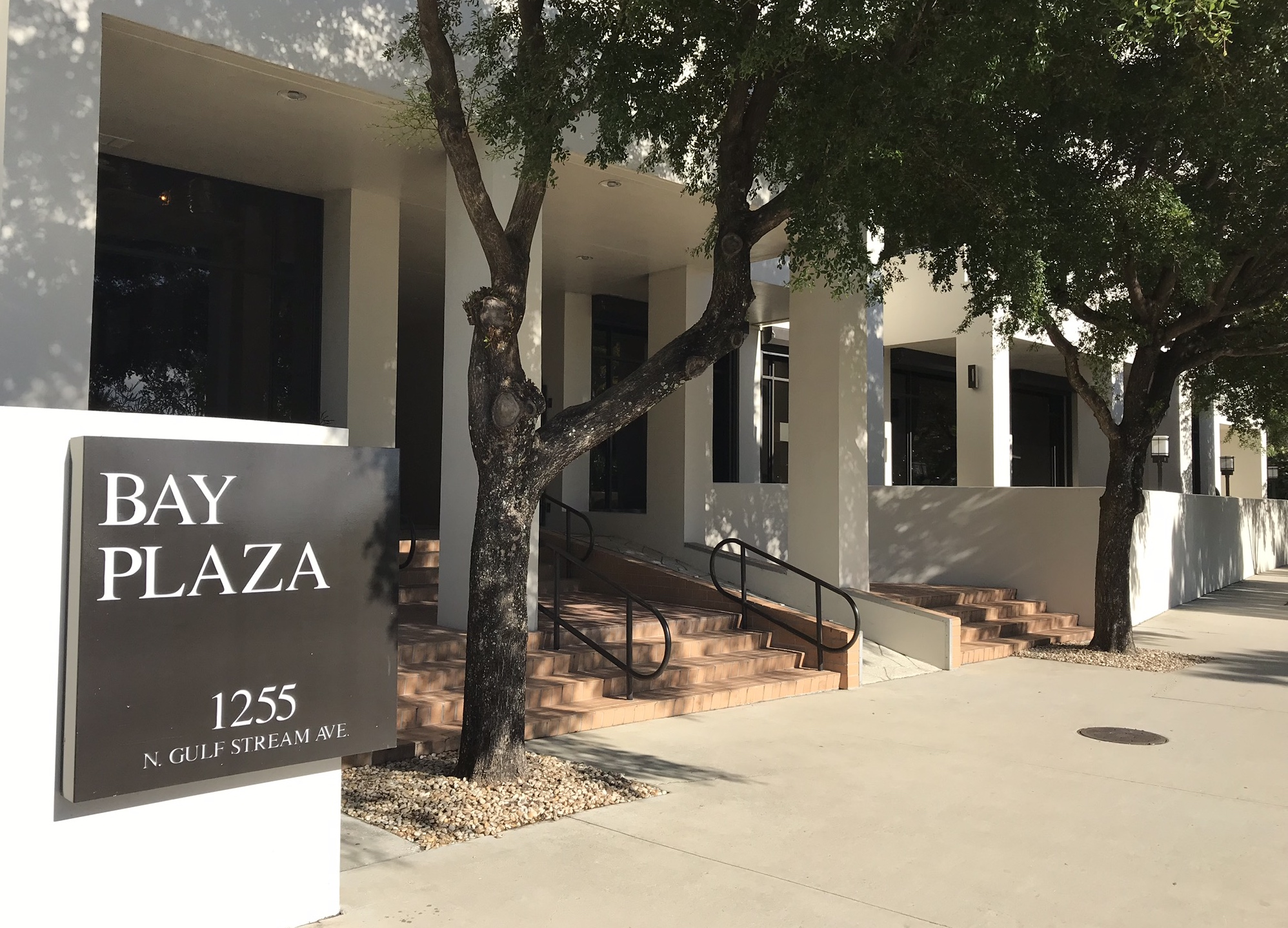
Plaza de la Bahía (Tim Seibert, Arquitecto, FAIA)
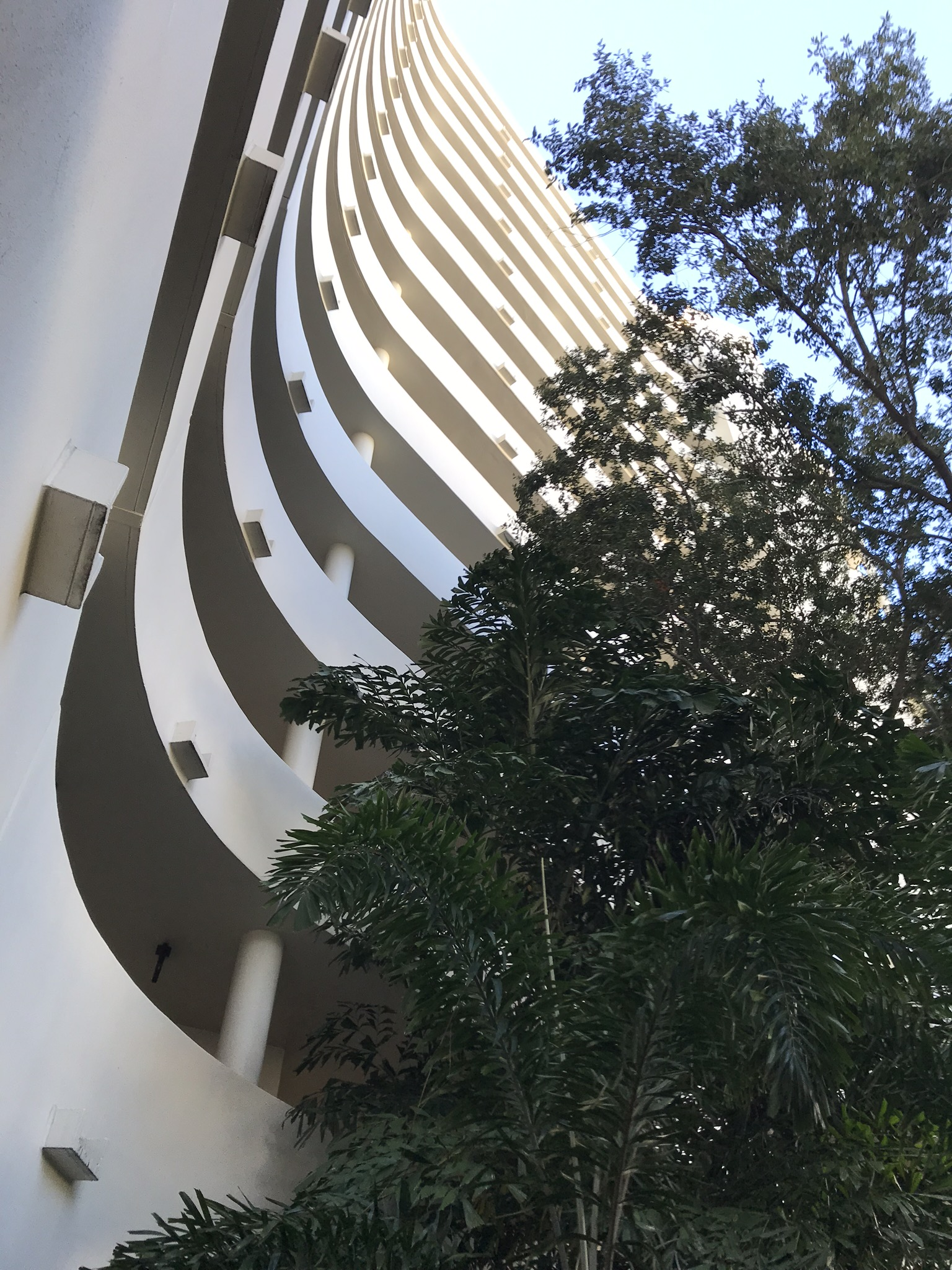
Plaza de la Bahía (Tim Seibert, Arquitecto, FAIA)
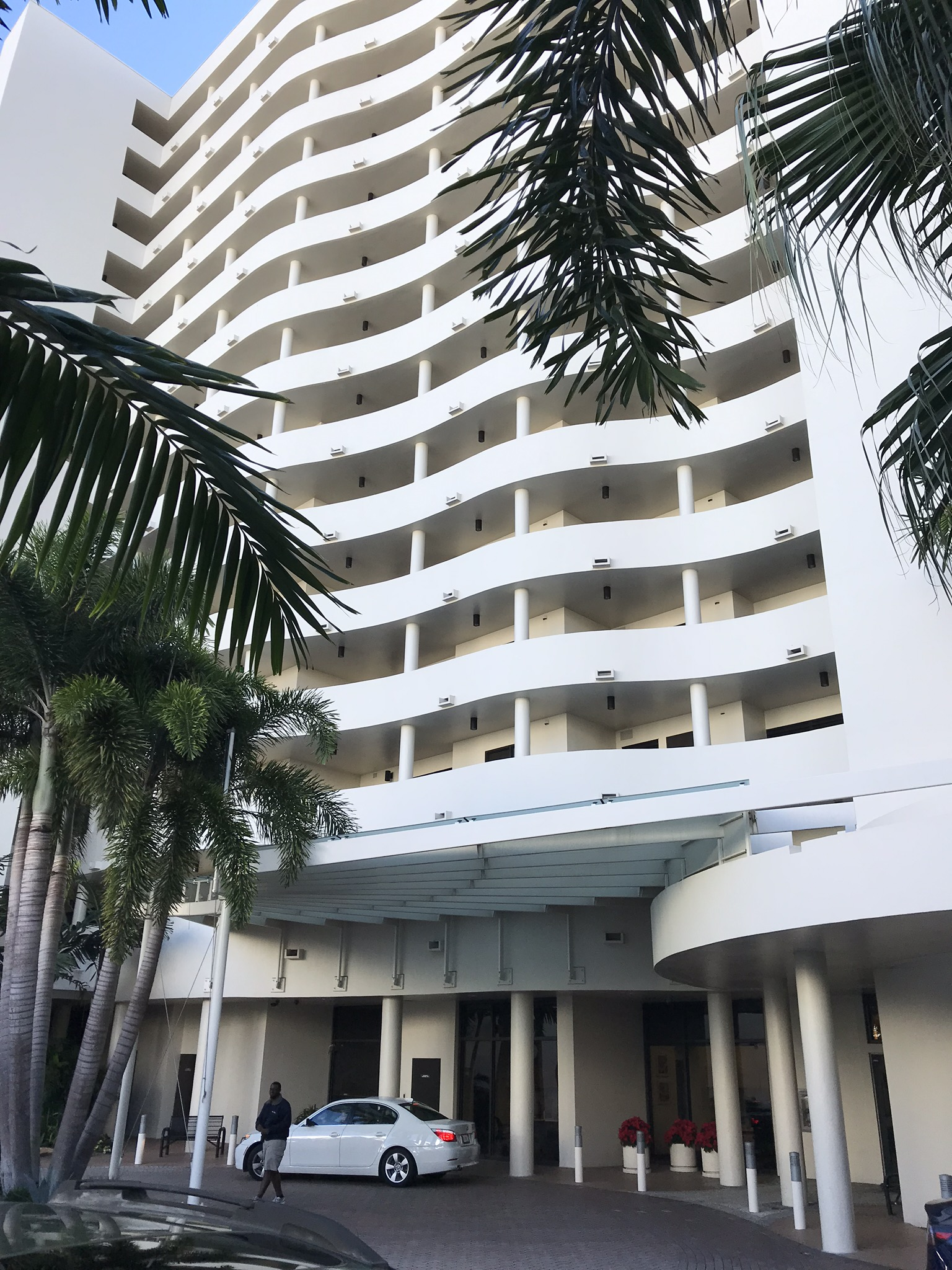
Plaza de la Bahía (Tim Seibert, Arquitecto, FAIA)
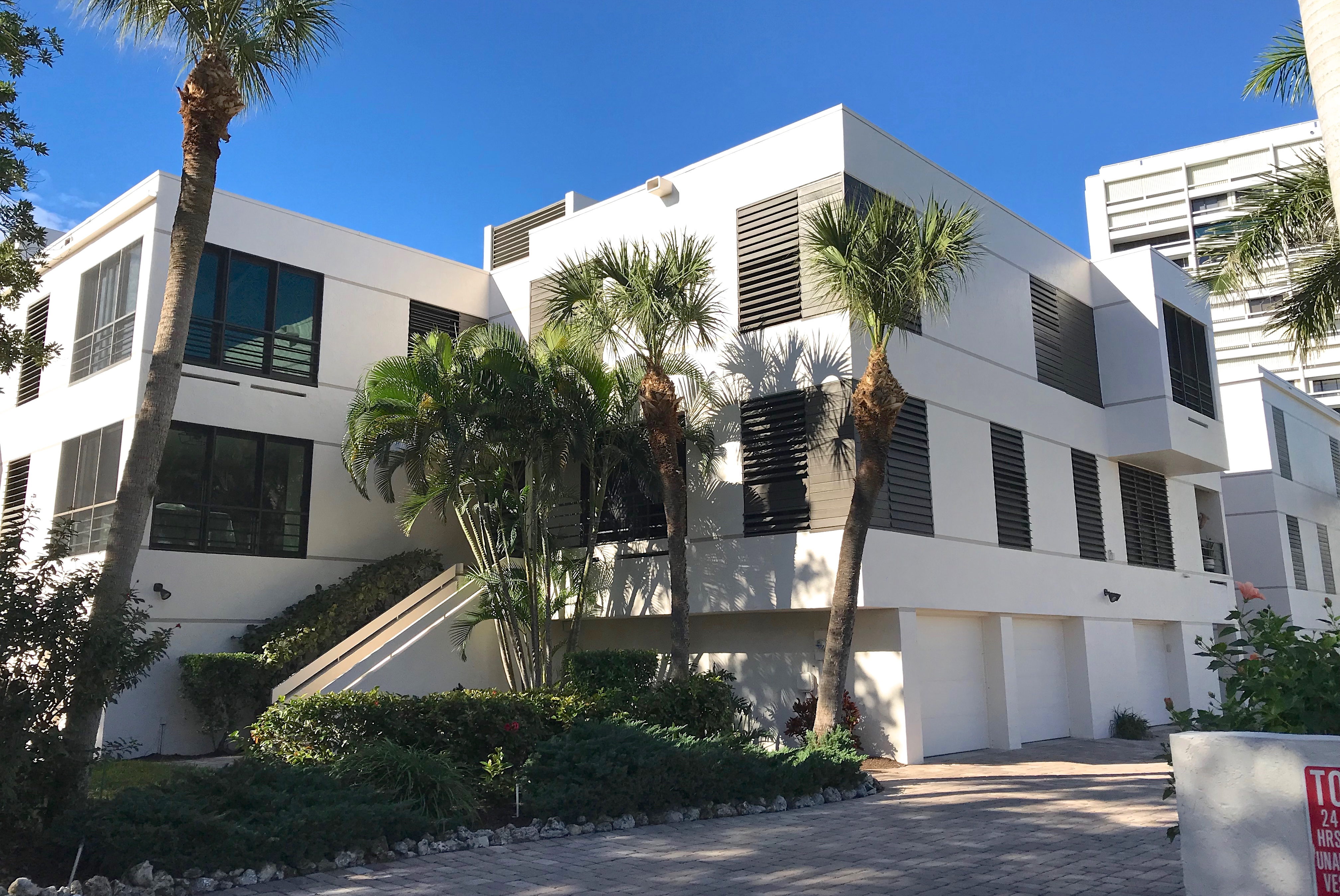
222 Beach Road Condominiums (Tim Seibert, Arquitecto, FAIA)
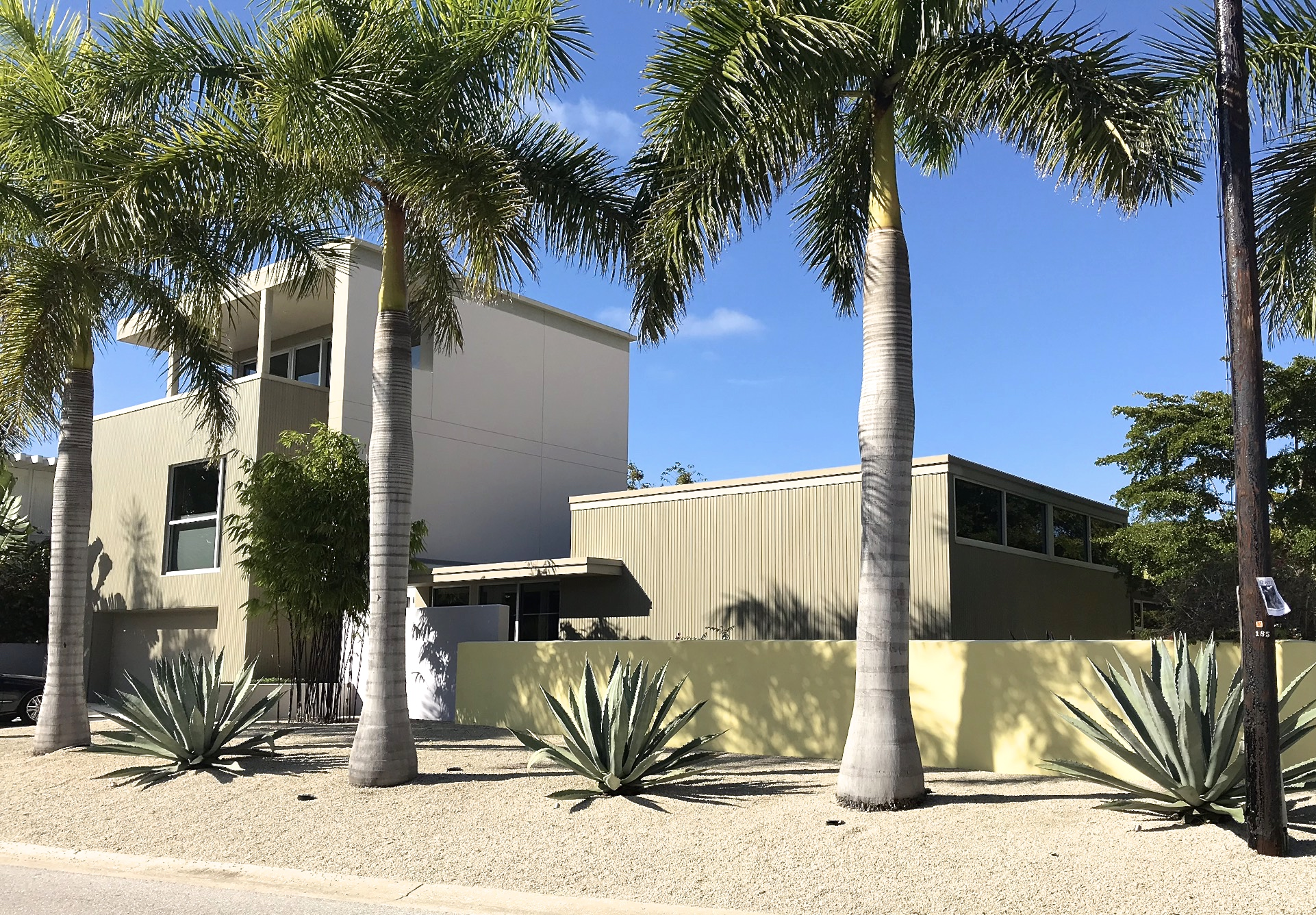
Residencia Craig - Estructura original, Tim Seibert. Restauración y adición, Guy Peterson .
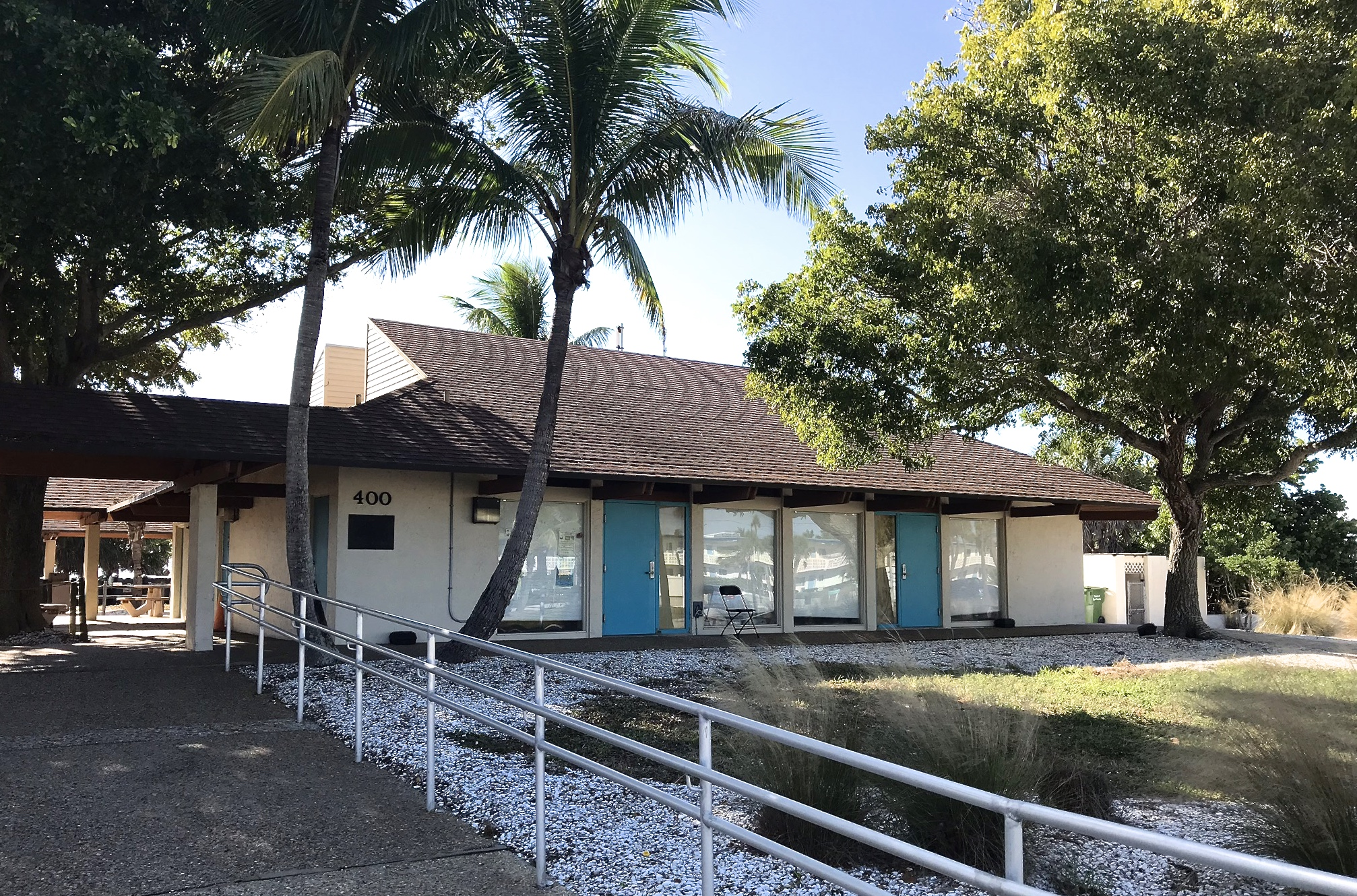
Lido Key Beach Pavilion (Tim Seibert, Arquitecto, FAIA)
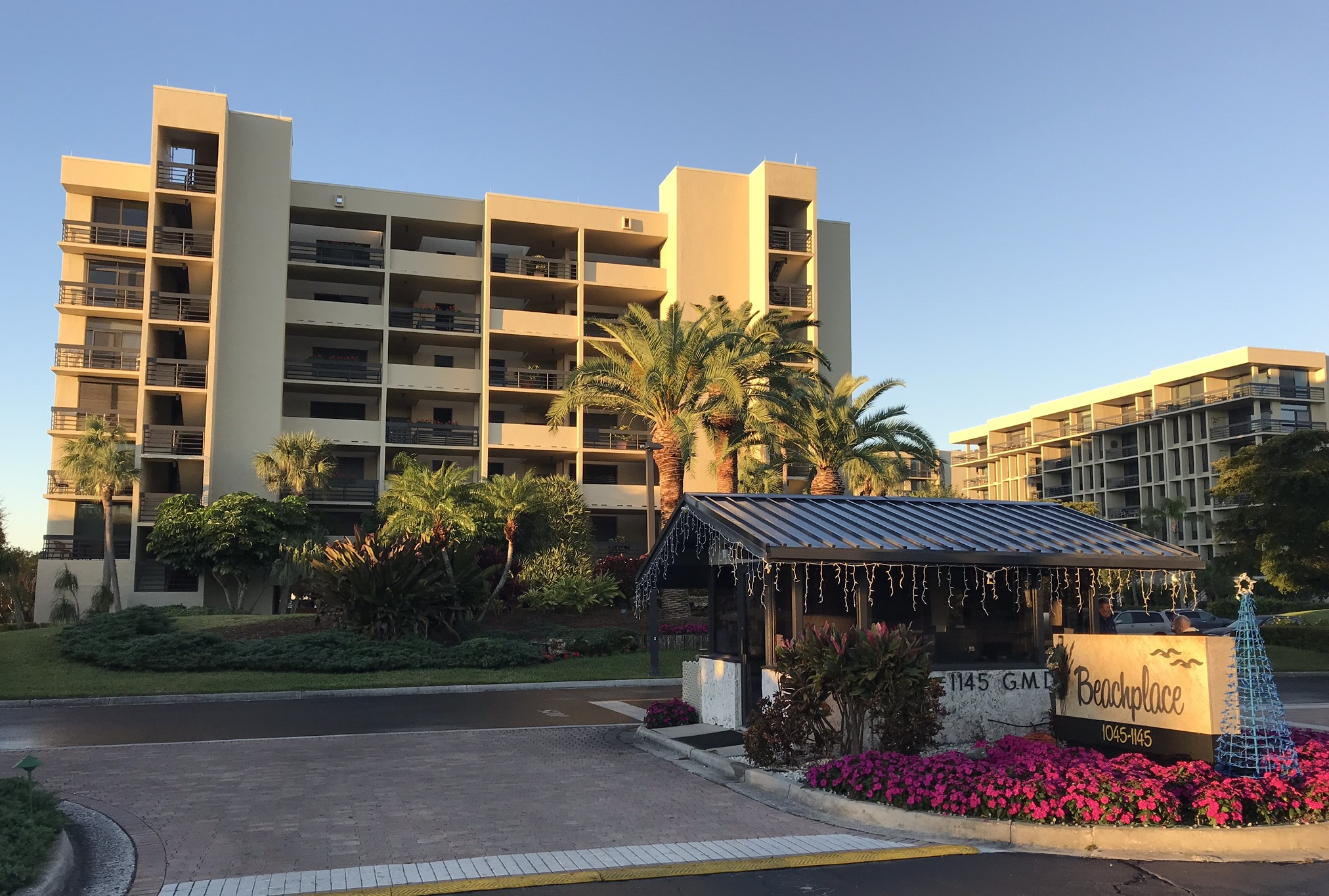
Lugar de playa (Tim Seibert, Arquitecto, FAIA)
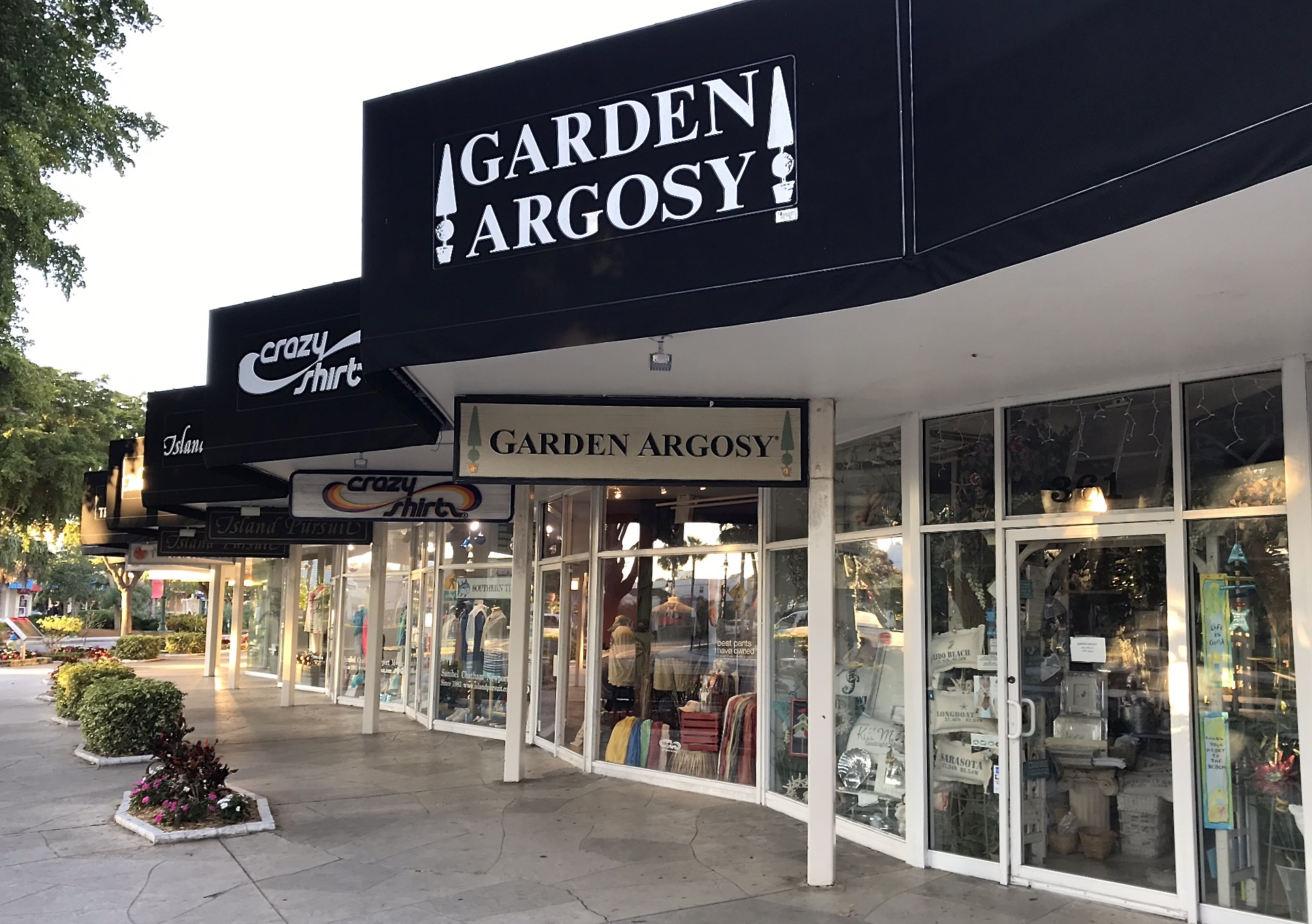
339-361 St. Armands Circle (Tim Seibert, Arquitecto, FAIA)
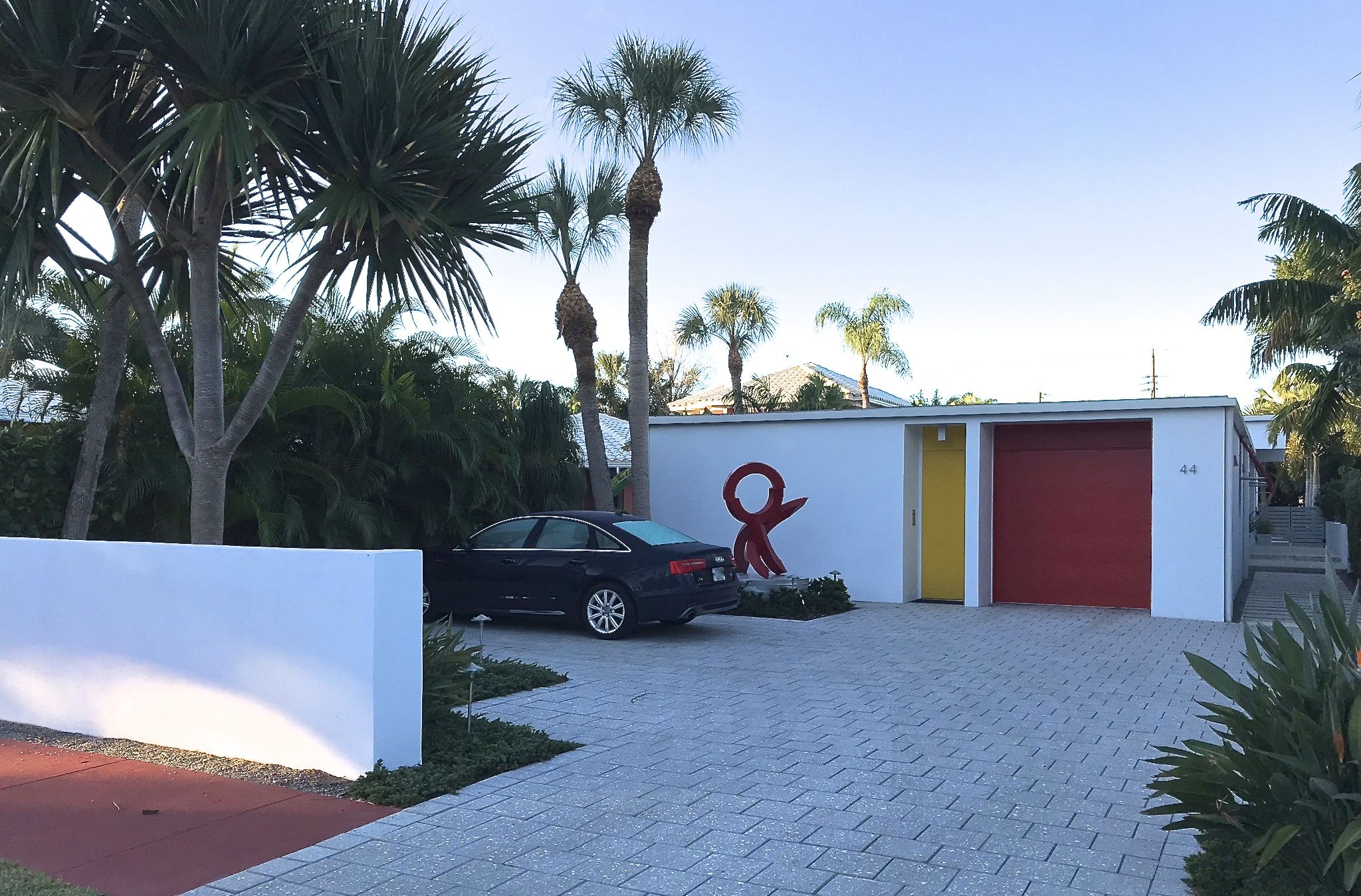
Casa Cooney (Tim Seibert, arquitecto FAIA)
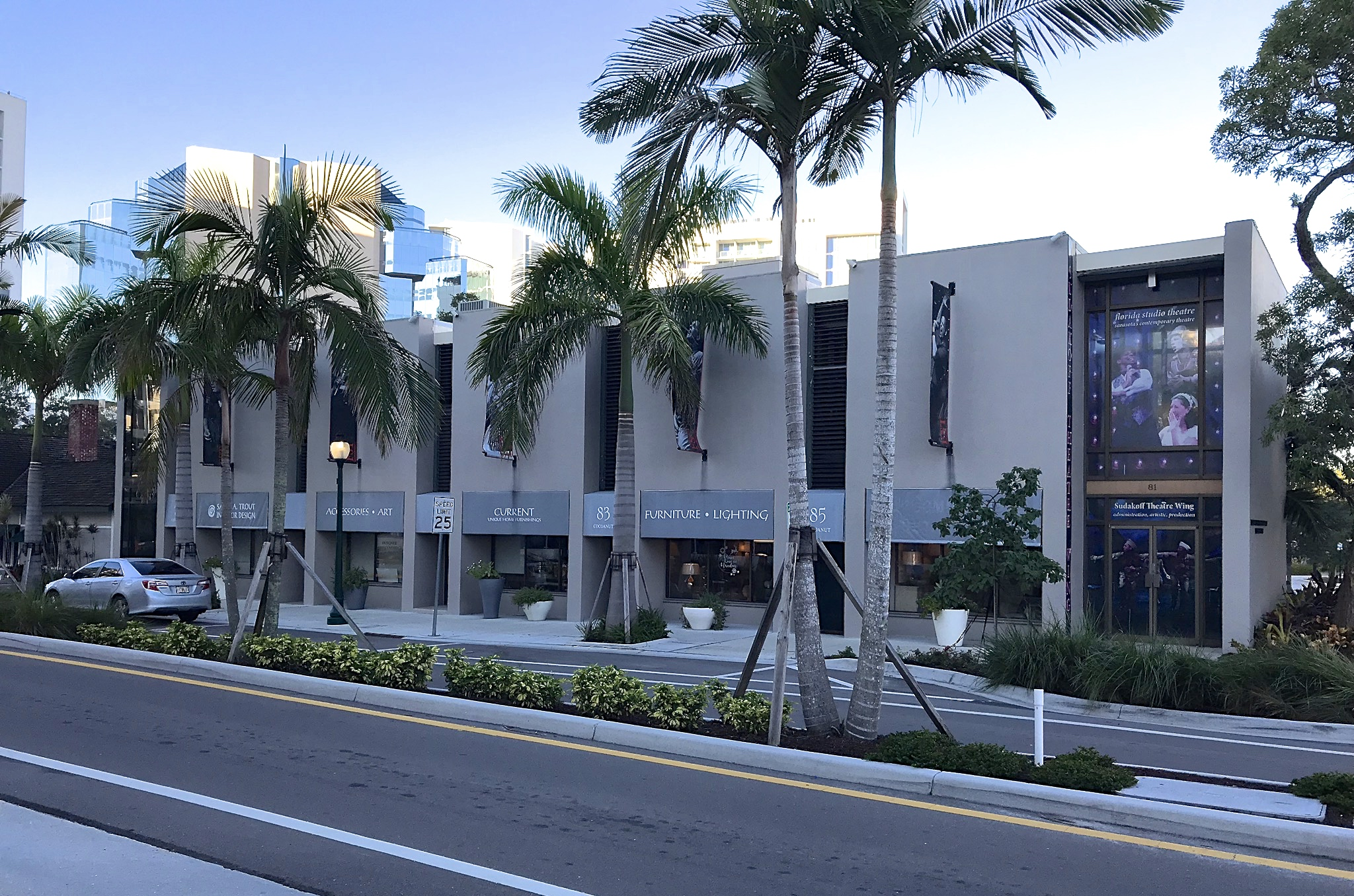
81 Cocoanut (Tim Seibert, Arquitecto, FAIA)
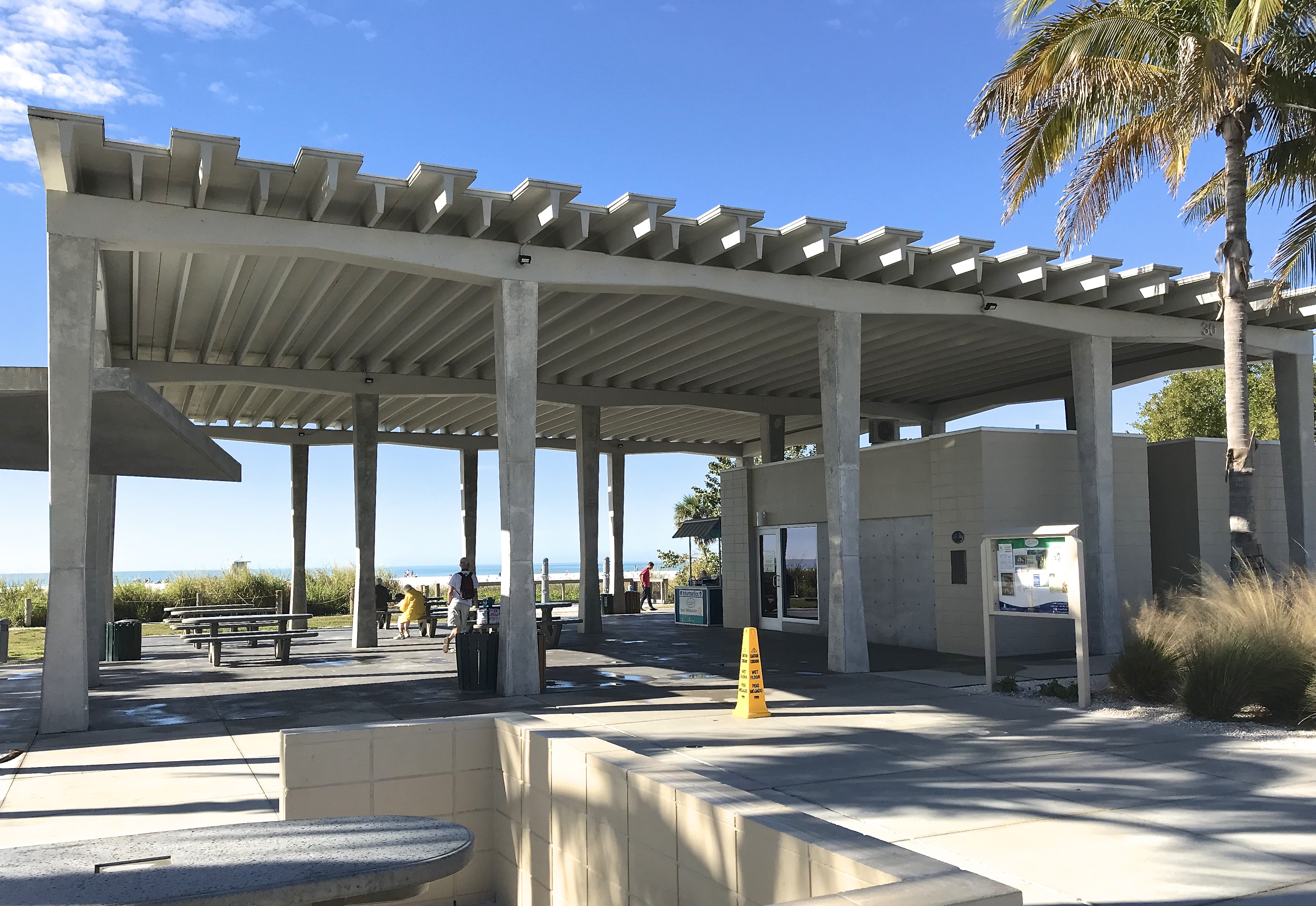
Pabellón de Playa Siesta Key (Tim Seibert, Arquitecto, FAIA)